# Leni Robredo
María Leonor Gerona y Santo Tomás, vd.ª de Robredo (Naga, 23 de abril de 1965), o también conocida como Leni Robredo, es una abogada, activista social y política filipina, vicepresidenta de Filipinas desde 2016 hasta 2022. Fue representante del Tercer Distrito de Camarines Sur en la Cámara de Representantes de Filipinas entre 2013 y 2016.
Ganó notoriedad tras la muerte de su esposo Jesse Robredo en 2012. Antes del incidente, su participación en la vida pública fue como abogada y activista social. Tras esto, ingresó a la política. Fue elegida como vicepresidenta de Filipinas luego de vencer al senador Bongbong Marcos en las elecciones vicepresidenciales de 2016.

## Primeros años
Nació el 23 de abril de 1965 en Naga, Camarines Sur. Hija de Antonio Gerona y de Salvación Santo Tomas Gerona. En 1986 se graduó de la Facultad de Economía de la Universidad de Filipinas Diliman. Estudió derecho en la Universidad de Nueva Cáceres, de la cual se graduó en 1990.
Entró a trabajar en el Programa de Desarrollo de la Cuenca del Río Bicol, donde conoció a Jesse Robredo, con quien se casaría en 1987.
Jesse falleció en un accidente aéreo el 18 de agosto de 2012. Tras eso, Leni ingresó a la política como líder del Partido Liberal de Filipinas en Camarines Sur.

## Carrera política

### Cámara de Representantes
Se presentó a las elecciones generales de 2013 y se convirtió en representante del Tercer Distrito de Camarines Sur en la Cámara de Representantes con 71,330 votos, superando a Nelly Favis-Villafuerte.
En el Congreso, se desempeñó como vicepresidenta de los comités de la Cámara sobre buen gobierno, responsabilidad pública y revisión de leyes, y formó parte de 11 paneles de la Cámara. Apoyó la Ley de Libertad de Información y la Ley Básica de Bangsamoro.
Presentó el Proyecto de Ley de Divulgación Total (HB 19) el 1 de julio de 2013, dicha ley ordenaba a todas las agencias gubernamentales y a sus subunidades y proyectos divulgar su presupuesto y transacciones financieras de manera pública. Ayudó a la ratificación de la Ley de Transparencia y Gestión de Incentivos Fiscales (TIMTA), diseñada para mejorar el seguimiento de los incentivos fiscales del gobierno hacia las empresas.

### Vicepresidenta de Filipinas

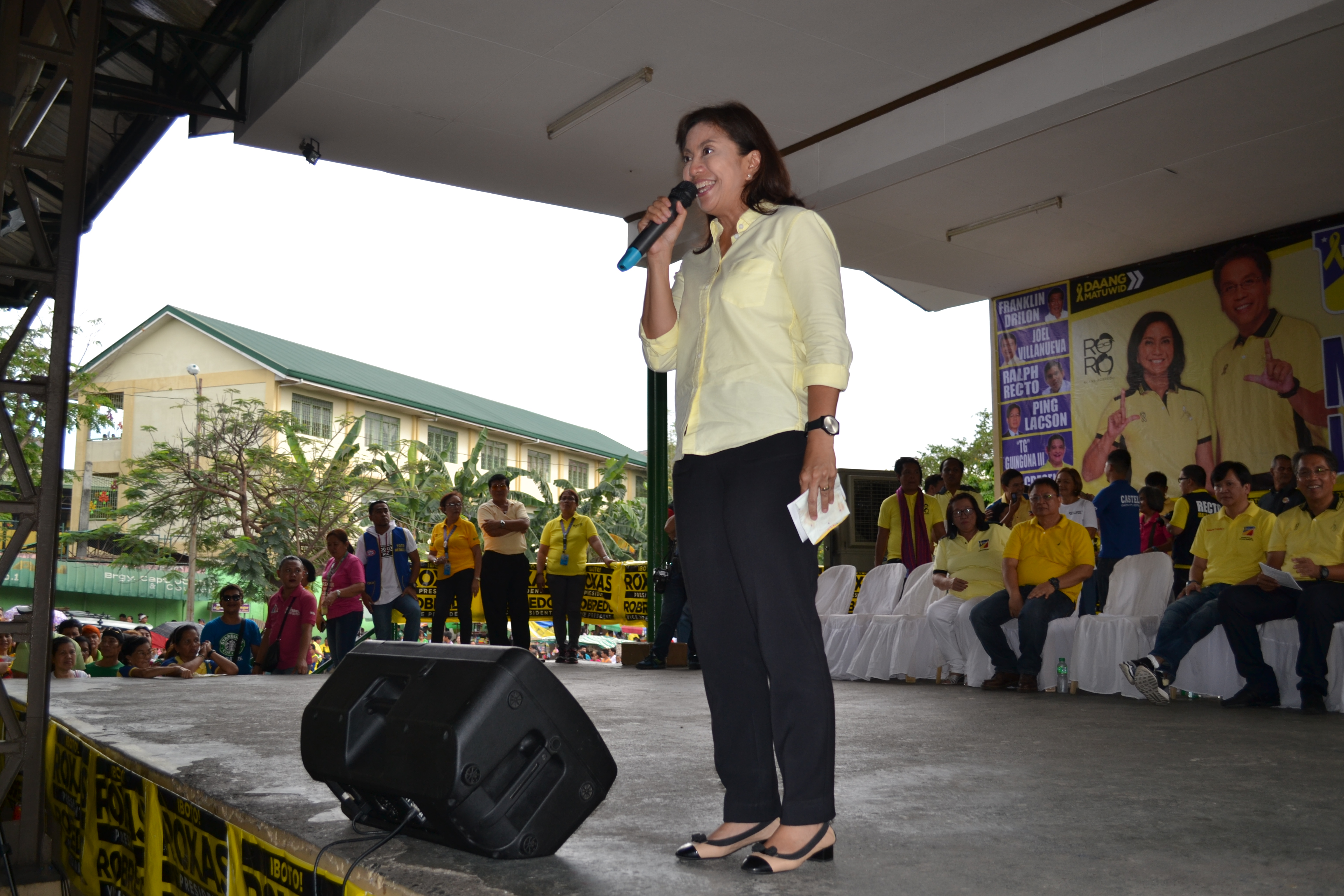
Leni Robredo pronunciando un discurso durante su campaña en Ciudad Quezón, 2016.

El 5 de octubre de 2015, anunció su candidatura a la vicepresidencia de Filipinas en las elecciones de 2016 por el Partido Liberal, como compañera de fórmula del candidato presidencial Mar Roxas.
Inicialmente, las encuestas mostraban una intención de voto a Robredo de un 3%, siendo la candidata menos popular. Alcanzó a su rival más cercano, el senador Bongbong Marcos, en los días previos a la elección. Leni ganó las elecciones con 14,418,817 votos, derrotando por un margen estrecho de 263,473 votos a Bongbong Marcos.
El 30 de julio de 2016, prestó juramento como vicepresidenta de Filipinas en la Casa de Recepción de Ciudad Quezón.

#### Política nacional y oposición a Duterte
Al día siguiente de tomar posesión, el presidente Rodrigo Duterte y la vicepresidenta Robredo se reunieron por primera vez durante las ceremonias del cambió de mando de las Fuerzas Armadas de Filipinas.
El 7 de julio de 2016, Duterte le ofreció la presidencia del Consejo Coordinador de Vivienda y Desarrollo Urbano a través de una llamada telefónica. El 5 de diciembre de ese año, presentó su renuncia, luego de que Duterte le ordenara dejar de asistir a todas las reuniones del gabinete. Su renuncia comenzó a ponerla como símbolo de la oposición de la administración.
Tras la declaración inicial de Duterte de un estado de emergencia nacional después de los ataques terroristas en Dávao, Robredo respetó la decisión mientras no suspenda cualquier parte de la Constitución de 1987 ni los derechos fundamentales.
Robredo expresó su preocupación por la violencia parapolicial asociada a la guerra contra el narcotráfico en Filipinas del gobierno de Duterte. Posteriormente condenó la violencia generalizada y la cultura del miedo. En marzo de 2017, en la 60.ª Comisión de Estupefacientes de las Naciones Unidas, expresó que la guerra contras las drogas había dejado a los filipinos sintiéndose «desesperanzados e indefensos», pidió investigaciones internacionales con respecto a la represión de Duterte y reveló el esquema utilizado en la guerra contra las drogas. Días después, enfrentó un juicio político por parte de Oliver Lozano ante el presidente de la Cámara de Representantes Pantaleon Álvarez. Duterte defendió a la vicepresidenta Robredo, pidiendo detener el juicio contra ella.
El 10 de julio de 2018, Duterte calificó a Robredo como «incompetente». Ese mismo día, Robredo anunció que lideraría a una oposición unida en contra del presidente Duterte.

#### Política social

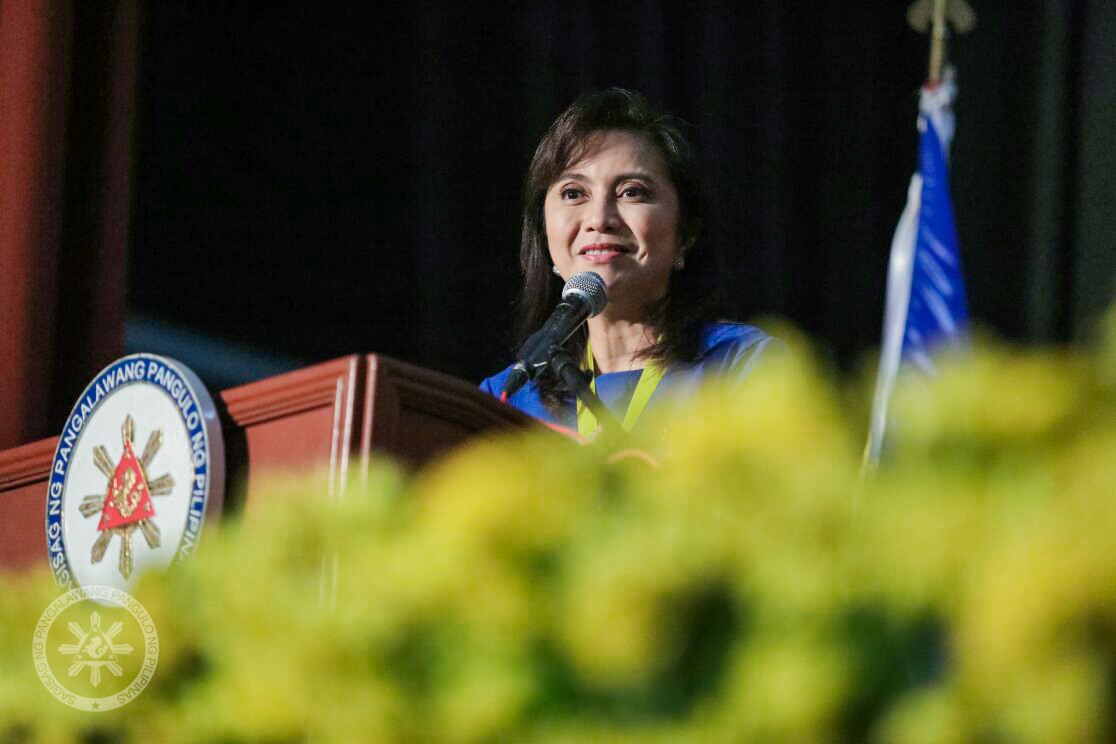
Robredo en 2017

Robredo expresó su apoyo a trabajar con programas contra la pobreza y a favor de las mujeres. En mayo de 2017, señaló la importancia de mejorar la situación económica de las mujeres, para que así estén libres de abuso, mencionando que se necesita una colaboración silenciosa para alcanzar la Igualdad de género. Ha instado a las mujeres a defender su derecho al voto, recordando el plebiscito del 30 de abril de 1937 que permitió a las mujeres participar en las elecciones.
El 31 de agosto de 2018, el presidente Duterte dijo que el alto índice de violaciones en Dávao se debía a que había muchas mujeres bonitas. En respuesta, Robredo y el Partido de las Mujeres Gabriela criticaron los chistes misóginos sobre violación de Duterte, mencionando que las violaciones existían por culpa de los violadores.

#### Política exterior
El 22 de mayo de 2018, Robredo y el juez asociado Antonio Carpio instaron al gobierno a presentar una protesta formal en contra de la militarización del mar de Filipinas Occidental por parte de China, luego de un bombardeo en la isla Woody. Robredo también invitó a los filipinos a protestar pacíficamente en contra de cualquier intento de controlar o limitar el movimiento en el área en disputa. Describió la situación como la amenaza más grande que Filipinas ha enfrentado desde la Segunda Guerra Mundial, ya que representa la pérdida de su zona económica exclusiva.
Robredo también ha advertido en no caer en una trampa de la deuda con China, esto debido a que Duterte ha recurrido a China para financiar sus proyectos de infraestructura. Ante el Centro de Estudios Estratégicos e Internacionales-Foro de Liderazgo Pertamina Banyan Tree en Washington D. C., expresó que China debe enfrenta una resistencia diplomática si viola el derecho internacional.

### Campaña presidencial del 2022
Robredo anunció su candidatura presidencial para las elecciones del 2022, no obstante perdió ante Ferdinand Marcos Jr.

### Vida posterior
En las elecciones locales de 2025, fue electa alcaldesa de su natal Naga, siendo la primera mujer en encabezar el cargo para el periodo 2025-2028.

## Reconocimientos
El 1 de agosto de 2016, coincidiendo con la celebración del Día de la Mujer en Tailandia, Robredo fue galardonada con el Premio Honorario a la Mujer Sobresaliente del Año 2016 por parte del gobierno tailandés, citando su trabajo para empoderar a las mujeres y promover la igualdad de género.
El 23 de agosto de 2016, la organización no-gubernamental «Filipina Women's Network» entregó el premio de a «La mujer filipina más influyente del mundo» a Robredo.

## Vida Personal

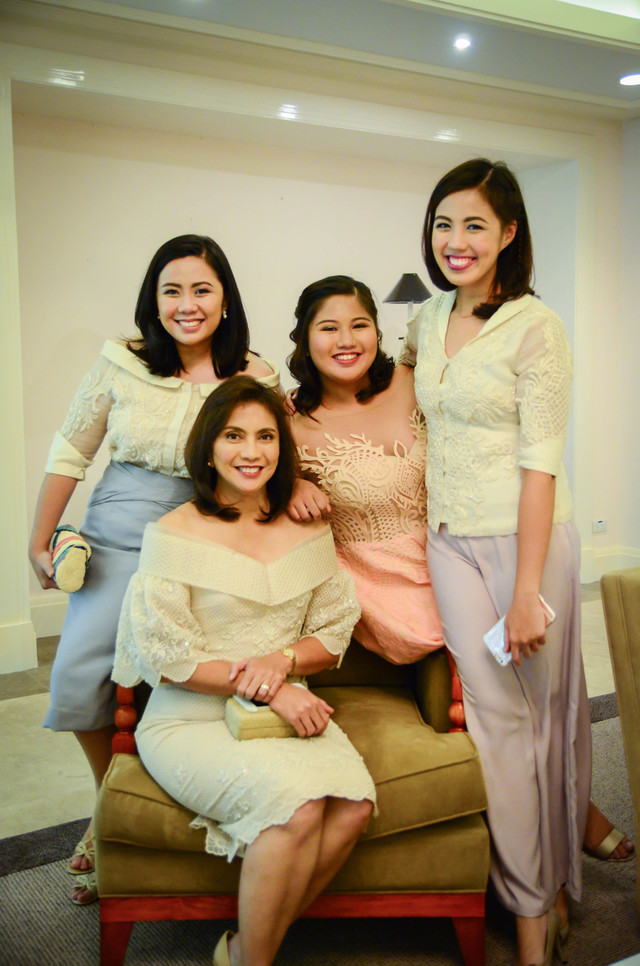
Robredo con sus hijas.

Leni Robredo estuvo casada con Jesse Robredo, a quien conoció mientras trabajaba en el Programa de Desarrollo de la Cuenca del Río Bicol, desde 1987 hasta su fallecimiento en un accidente aéreo en 2012. La pareja tiene tres hijas: Jessica Marie "Aika" Robredo, Janine Patricia "Tricia" Robredo y Jillian Therese Robredo. Su hija mayor, Aika, fue asistente ejecutiva en la Oficina de Defensa Civil y tiene una Maestría en Administración Pública de la Escuela Kennedy de Harvard (que Jesse también cursó en la misma institución), mientras que su segunda hija, Tricia, es médica colegiada y reportera de baloncesto de la UAAP para la Universidad Nacional.  La menor, Jillian, se graduó con una licenciatura en Artes con doble especialización en economía y matemáticas gracias a una beca de la Universidad de Nueva York. 
Desde el 14 de mayo de 2017, Robredo ha presentado su propio programa de radio de servicio público, titulado BISErbisyong LENI, emitido por DZXL, hasta el 26 de junio de 2022, tras finalizar su mandato como vicepresidenta..
Robredo habla con fluidez filipino, inglés y su lengua materna, el bikol central.